# 정산중학교 (전북)
정산중학교(井山中學校)는 대한민국 전북특별자치도 정읍시 산내면 능교리에 있는 공립 중학교이다.

## 학교 연혁
- 1978년 12월 29일 : 정산중학교 3학급 인가
- 1979년 3월 1일 : 3학급 편성
- 1986년 1월 1일 : 벽지 '라' 지역 지정
- 1989년 9월 1일 : 벽지 '라' 지역 해제
- 1997년 3월 1일 : 4급지 지정
- 2024년 12월 31일 : 제44회 졸업(총 2,171명)
- 2025년 3월 1일 : 제15대 김은옥 교장 부임

## 참고 자료
- 정산중학교 - 한국교육학술정보원 학교알리미